# Vella Lavella
Vella Lavella (auch Vella Lavelia) ist eine Insel des New-Georgia-Archipels in der Westprovinz der Salomonen. Als westlichstes dieser wenig besiedelten Eilande liegt sie etwa 350 Kilometer nordwestlich der Salomonen-Hauptinsel Guadalcanal. Vella Lavella misst etwa 45 × 20 km, ist 652 km² groß und fast vollständig von einem Riff umgeben.
Auf der Insel befinden sich sechs Vulkankegel und ein thermales Gebiet mit einigen aktiven brodelnden Schlammlöchern am Fluss Ulo. Höchste Erhebung ist der Mount Tambisala mit 790 Metern. Der Lavadom Nonda ist 750 Meter hoch, der jüngste Vulkan der Insel und gilt als aktiv, obwohl er in der Neuzeit noch nie ausgebrochen ist. Die von den Bergen zur Küste verlaufenden kleineren Flüsse erlauben den Einwohnern, die fast ausschließlich an der Küste leben, bewässerten Gartenbau. Der gerade in der Westprovinz der Salomonen stark verbreitete Tourismus bietet den Bewohnern von Vella Lavella mittlerweile einen kleinen Zuverdienst.

## Geschichte
Neuseeländische Archäologen gehen derzeit auf Vella Lavella mit Ausgrabungen der Vermutung nach, dass die Salomonen seit fast 30.000 Jahren bewohnt sind. Bei den Grabungen gefundene bemalte Tonscherben ließen sich auf ein Alter von 2000 bis 3000 Jahren datieren.
Die auf der Insel gesprochene Sprache heißt Bilua und hat (Stand 2021) ungefähr 15.000 aktive Sprecher. Bilua gehört zu den Papua-Sprachen, während die anderen Sprachen der Salomonen zu den austronesischen Sprachen zählen. Daher vermuten Archäologen die Einwanderung eines Volkes, das nicht aus dem melanesischen Siedlungsgebiet stammte.

### Zweiter Weltkrieg – Pazifikkrieg
Während des Pazifikkriegs zwischen Japan und den Vereinigten Staaten besetzte eine kleine Einheit Vella Lavella 1943 im Rahmen der Eroberung der Salomonen durch die japanische Armee. Am 15. August 1943 landeten US-Marines im Barakoma-Gebiet und konnten die Insel relativ schnell sichern. Stationiert wurde dort die berühmte Jagdflieger-Staffel VMF-214 von Major Gregory Boyington. Doch es gelang rund 300 Japanern sich in das Dschungelgebiet im Innern der Insel zurückzuziehen. Die Amerikaner wurden am 18. September von einer Neuseeländischen Division abgelöst. In der Folgezeit kam es in der New Georgia Inselgruppe zu einigen Seeschlachten zwischen den kriegführenden Parteien, von denen die Schlacht im Vella-Golf und die Schlacht bei Vella Lavella am 6. Oktober in unmittelbarer Nähe der Insel stattfanden.

### Nachkriegszeit
Seit 1959 gab es immer wieder Hinweise aus der Bevölkerung auf japanisch aussehende Männer mit langen Bärten, die sich in Verstecken im dichten Regenwald aufhalten sollten. Auf Grund dieser Berichte begaben sich einige japanische Veteranen nach Vella Lavella um nach den Männern zu suchen. Sie blieben aber erfolglos.
1965 wurde der letzte überlebende japanische Soldat im Garten einer älteren Frau gesehen. Der japanische Botschafter auf den Salomonen flog daraufhin zur Insel und ließ Flugblätter mit der Botschaft, dass der Krieg schon lange zu Ende sei, abwerfen. Daraufhin gab sich der Mann zu erkennen und wurde nach Japan zurückgeflogen und dort mit allen Ehren empfangen.

### Film
Für die Serie Pazifikgeschwader 214 wurde die Insel in Vella la Cava umbenannt.